# خالد فیروز
خالد فیروز (انگلیسی: Khaled Fairouz) بازیکن فوتبال اهل کویت بود.
از باشگاه‌هایی که در آن بازی کرده‌است می‌توان به باشگاه فوتبال الیرموک کویت اشاره کرد.
وی همچنین در تیم ملی فوتبال کویت بازی کرده‌است.